# Crisi Seldon
Una crisi Seldon és un fenomen que es dona a les novel·les de la Saga de "La Fundació" i que representa un element recurrent al llarg de la narració. Es tracta d'un seguit d'esdeveniments històrics que Hari Seldon va predir gràcies a la psicohistòria i que cal solucionar perquè el pla Seldon pugui executar-se amb èxit.
Seldon va predir que en cadascuna d'aquestes crisis només hi hauria una possible solució que marcaria inevitablement el destí de La Fundació, i que aquesta via d'acció conduiria a l'execució del seu pla.
Al llarg de la narració s'esmenten un total de vuit crisis Seldon.
Les Crisis Seldon conegudes són:
- Primera Crisi (Fundació): L'Imperi Galàctic no és capaç de mantenir les seves prefectures a la perifèria galàctica, la qual cosa provoca que la Fundació, situada a Tèrminus, que és un planeta pobre en metalls i que per tant depèn del comerç amb l'Imperi, hagi de fer front a una annexió per part del nou Regne d'Anacreont. La Fundació descobreix que l'Imperi s'ha enfonsat i que aquest no la pot auxiliar, com creien els seus governants, els enciclopedistes. Així doncs, Salvor Hardin, alcalde de Tèrminus, resol la crisi recorrent als coneixements que la Fundació té sobre energia nuclear, oblidada pels nous regnes de la perifèria, fent veure als tres regnes oposats a Anacreont que deixar que aquest coneixement sigui explotat per aquest els convertirà en vassalls. En resum, la primera crisi es resol per mitjà de l'equilibri de poders.

- La Segona Crisi (Fundació) es produeix quan el regne d'Anacreont, preparat, gràcies a la Fundació, per a la victòria militar, fins i tot sobre una aliança dels altres tres regnes, decideix atacar la Fundació, que ha atorgat ajuda científica i reintroduït l'energia atòmica en tots quatre regnes. No obstant això, aquesta ajuda havia estat en principi rebutjada per la població, havent de ser "adornada" amb una disfressa espiritual, donant origen a una religió centrada en la Fundació. Així doncs, l'intent d'atacar Tèrminus és entès pel poble i els militars com un atac al cor de la seva religió i un sacrilegi. La crisi és resolta per la supremacia del poder espiritual sobre el terrenal, que ha permès que tota l'energia nuclear quedi monopolitzada pels sacerdots que juren fidelitat a la Fundació.

- La Tercera Crisi (Fundació) consisteix en el conflicte que va existir entre la República de Korell i la Fundació. Aquesta crisi, d'una banda, va consistir en la utilització de la "religió de la ciència" per part d'un grup dirigent per controlar la Fundació i, per una altra, l'amenaça de la República de Korell, amb suport d'un virrei de l'Imperi, per atacar la Fundació. Aquesta crisi la va resoldre Hober Mallow, qui va comerciar amb Korell sense l'ajuda del sacerdoci, la qual cosa va permetre que la crisi se solucionés gràcies a la rebel·lió conjunta dels comerciants de la Fundació i Korell, que van veure amenaçats els seus guanys per la fi del comerç que va provocar la guerra.

- La Quarta Crisi (Fundació i Imperi) va ser l'últim intent del decadent Imperi per demostrar la seva supremacia, on el General Bel Riose dirigeix un atac militar en contra de la Primera Fundació. Aquesta crisi es va resoldre perquè encara quan Bel Riose era un gran capdavanter i estrateg militar, a més de capaç de destruir gran part de la flota de la Fundació, va ser vist com una amenaça al poder dels últims emperadors. I per tant va ser acusat i executat per càrrecs que després es demostrarien falsos.

- La Cinquena Crisi (Fundació i Imperi) hauria d'haver suposat una guerra civil entre els governants de Tèrminus, que s'havien convertit en tirans recolzats pels plutòcrates, i els comerciants independents, que desitjaven una major distribució de la riquesa. No obstant això, l'aparició de El Mul, un mutant amb poders mentals que no entrava en els càlculs psicohistòrics de Seldon, va desviar el curs normal dels esdeveniments i aquesta crisi no va arribar a produir-se.

- Existeix també una altra Crisi esmentada en Els límits de la Fundació, que consisteix en la pressió per canviar la capital de la Fundació a un planeta més cèntric que no pas Tèrminus, el qual es troba a l'extrem mateix de la galàxia. Aquesta crisi es resol mantenint Tèrminus com a capital.